# 로사리오 플로레스
로사리오 플로레스(Rosario Flores, 1963년 11월 4일 ~ )는 스페인의 가수, 배우이다. 가수 롤라 플로레스의 딸이다.